# Остров Понафидина
Остров Понафидина (Торисима)  (яп. 鳥島, «Птичий остров») — необитаемый вулканический остров в Тихом океане, расположенный на юге архипелага Идзу. Принадлежит Японии.

## История
Остров был известен японским рыбакам под названием Торисима по меньшей мере с начала периода Эдо. На русские карты его, под названием «остров Трех Холмов», нанёс мореплаватель Захарий Понафидин во время своего путешествия в 1819—1820 годах. Несколько позже остров был переименован И. Ф. Крузенштерном в честь первооткрывателя. Остров был необитаем, за исключением высадок на него потерпевших кораблекрушение моряков. Так, например, в 1841 году на Торисиме оказались 14-летний Накахама Мандзиро и четверо его товарищей, которые рыбачили около острова и разбили лодку о скалы. Их спасло проходившее мимо американское китобойное судно «Джон Хоуленд» под командованием капитана Уильяма Уитфилда. Позднее писатель Акира Ёсимура исследовал и описал 15 похожих случаев. В период Мэйдзи на острове появилось население, основным занятием которого был сбор гуано, поскольку на Торисиме гнездилось большое количество белоспинных альбатросов. С августа 1898 года Торисима административно относилась к островам Огасавара, с апреля 1901 года была отнесена к администрации острова Хатидзёдзима. В 1902 году все обитатели острова числом 150 человек погибли при извержении вулкана. С тех пор на Торисиме нет постоянного населения. В настоящее время остров административно относится к Токийскому столичному округу и является частью национального парка Фудзи-Хаконэ-Идзу.
С 1930-х годов островом стал интересоваться Научно-исследовательский орнитологический институт имени Ямасины, много сделавший для сохранения островной популяции морских птиц, в особенности белоспинных альбатросов, которых, по подсчётам, в 1933 году оставалось всего 50 особей. Японское метеорологическое агентство в 1947 году выстроило на острове станции для наблюдения за погодой и сейсмоактивностью, но они были заброшены в 1965 году из-за извержений и землетрясений. С 1 ноября 1950 года остров был объявлен птичьим заказником, а с 10 мая 1965 года — памятником природы. Посещать его можно только учёным по специальному разрешению. Увеселительные поездки вокруг острова, чтобы посмотреть на птиц, разрешены, но причаливать к берегу запрещено. В любом случае, сделать это очень трудно из-за сильных волн и отсутствия естественных или искусственных гаваней. Учёные на Торисиму добираются обычно вертолётом.

## География
Остров расположен в Филиппинском море, приблизительно в 600 км к югу от Токио и в 76 км севернее скал Софу, имеет приблизительно круглую форму и является по сути надводной частью подводного вулкана, чья кальдера расположена к северу от надводной части и продолжает извергаться под водой. На самой надводной части вулканическая активность и сейсмические колебания в последний раз были зарегистрированы в 2002 году. Японское метеорологическое агентство относит остров к вулканам класса «А» (особо активным). Высшая точка острова называется Ио-дзан (яп. 硫黄山) и возвышается над уровнем моря на 394 метра. Длина береговой линии составляет 6,5 км, площадь — 4,79 км².

## Флора и фауна
Извержения 1939 и 2002 годов отбросили растительность острова к стадии первичной сукцессии. На прибрежных участках растёт витекс круглолистный и гортензии, во внутренних районах встречается хризантема тихоокеанская и сосна Тунберга, но практически вся центральная часть острова представляет собой голые камни, покрытые вулканическим пеплом.
На острове гнездятся несколько десятков тысяч пар тёмных качурок и других птиц, например хохлатые старики, черноногие альбатросы, обыкновенные пустельги и синие каменные дрозды. Восстановление популяции белоспинных альбатросов идёт очень медленно, этому мешают чёрные крысы, единственные млекопитающие на острове.

## Галерея

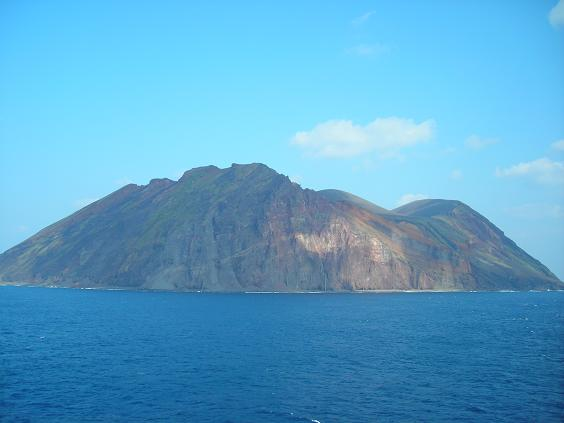
Вид на остров
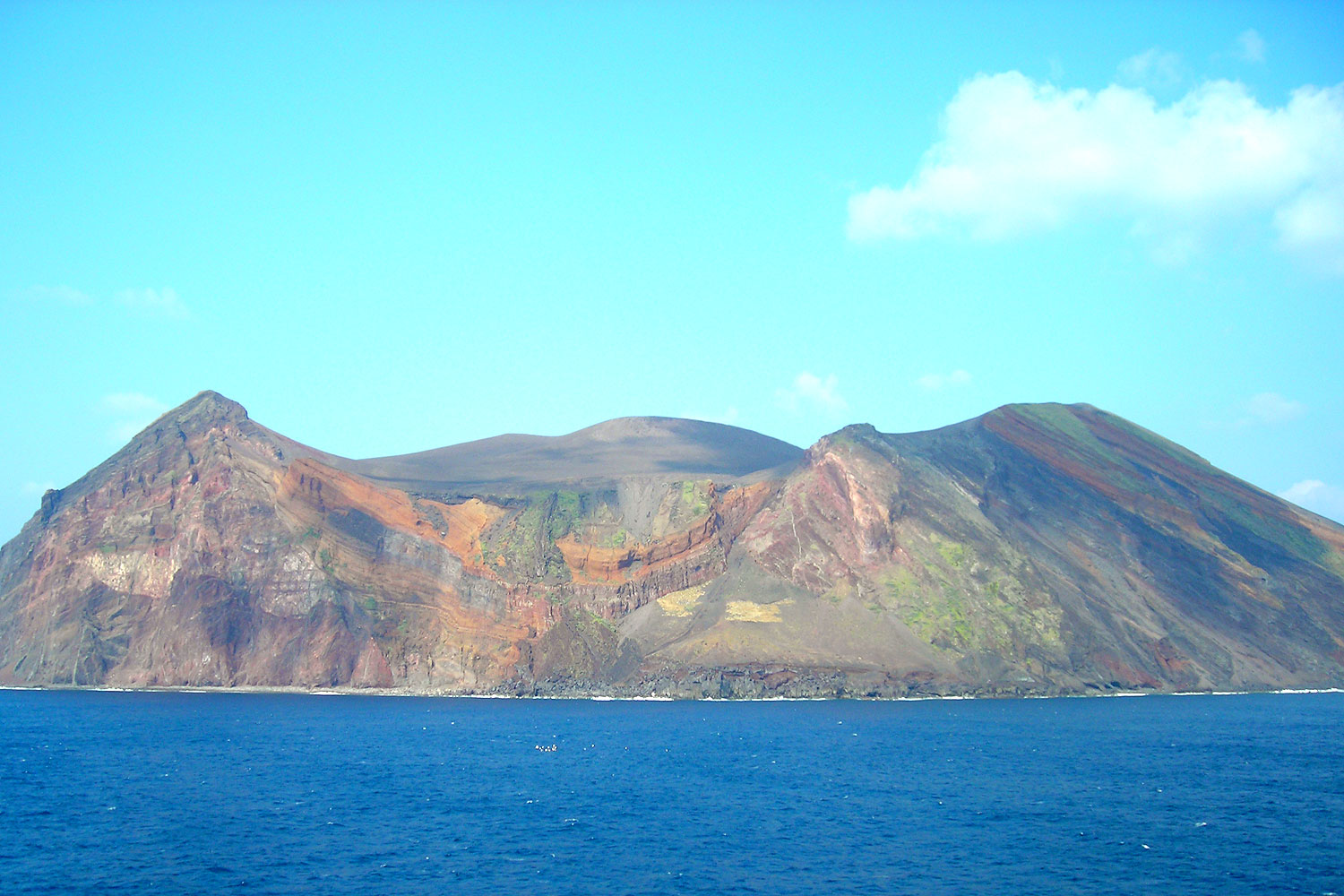
Ещё один вид на остров
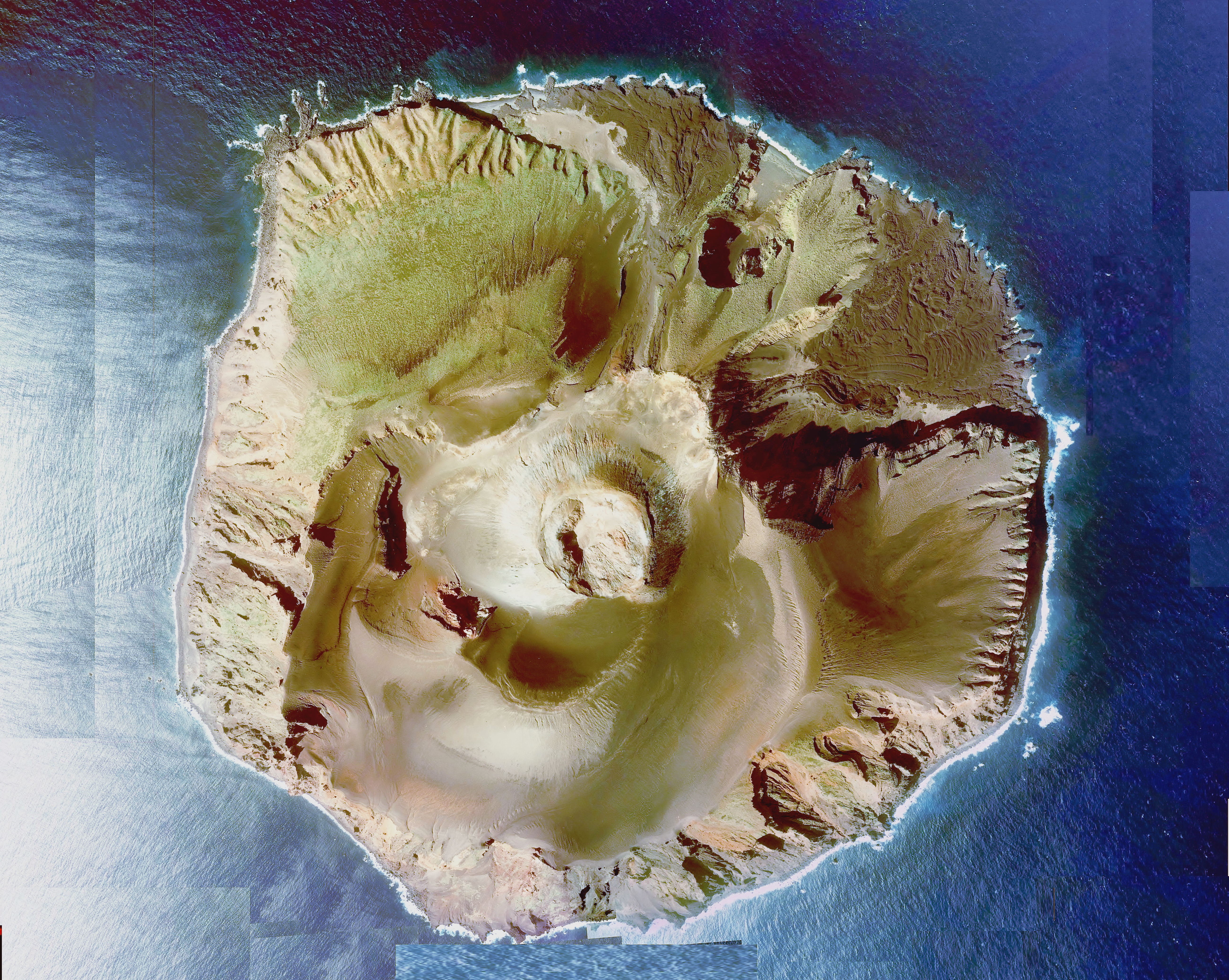
Фотография с высоты птичьего полёта
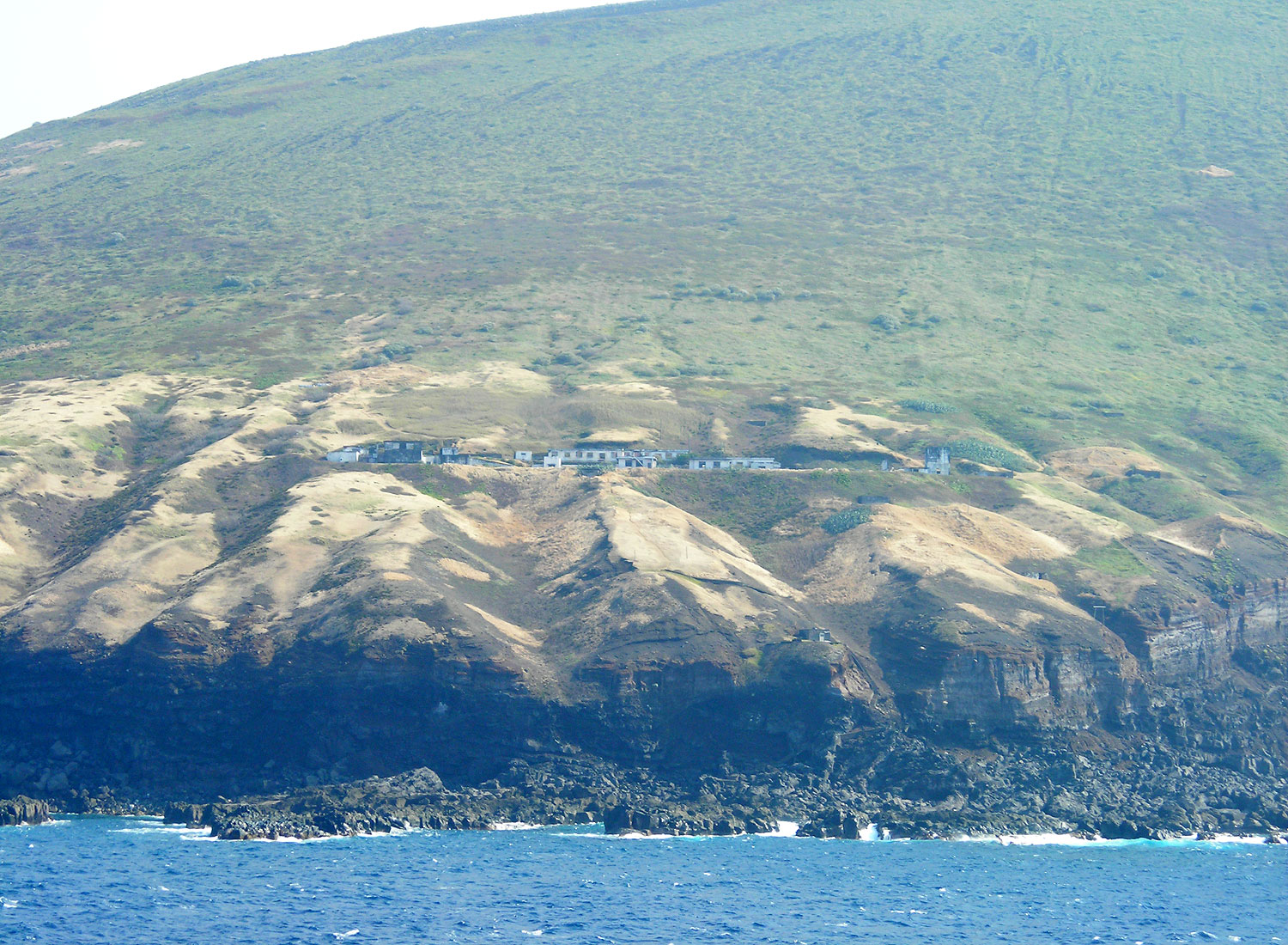
Каменистый берег и несколько заброшенных построек